# Malaltia autoimmunitària
Una malaltia autoimmunitària, és una malaltia caracteritzada per l'acció adversa dels efectors immunitaris cap a components de la mateixa biologia corporal. És a dir, el sistema immunitari es converteix en l'agressor i ataca parts del cos en contra de la seva funció natural, de protegir-lo, generant autoanticossos. Es tracta d'una resposta immunitària exagerada contra components moleculars de cèl·lules i teixits presents de manera normal al cos. Les causes són encara desconegudes i són probablement el resultat de múltiples circumstàncies (sovint la predisposició genètica és la més normal).
Aquestes malalties poden estar restringides a certs òrgans (per exemple, en les tiroïditis autoimmunitàries) o afectar un teixit particular en diferents llocs (per exemple, la síndrome de Goodpasture, que pot afectar la membrana basal, tant en el pulmó com en el ronyó i en la qual els autoanticossos actuen contra el col·lagen tipus IV present a la membrana). El tractament de les malalties autoimmunitàries es fa típicament amb immunosupressors que disminueixen la resposta immunitària, com és el cas de la nefritis lúpica activa, o amb plasmafèresi per a eliminar els autoanticossos.
La coexistència de més d'una malaltia autoimmunitària ben definida en un pacient rep el nom de poliautoimmunitat i es veu especialment en malalties del teixit connectiu.

## Llista de malalties de naturalesa autoimmunitària

### Específiques d'un òrgan
- Colangitis biliar primària. Provocada per determinats anticossos antimitocondrials (anti-M2 en un 95 per cent dels malalts, però també anti-M4, anti-M8 i anti-M9).[9][10] Una forma singular d'aquesta condició és la síndrome de superposició colangitis biliar primària/hepatitis autoimmunitària, en la qual es detecten de més a més alts nivells sèrics d'IgG, d'alanina aminotransferasa i d'anticossos antimúscul llis.[11]
- Pancreatitis autoimmunitària de tipus 2.[12]
- Proteïnosi alveolar pulmonar. Autoanticossos contra el factor estimulant de colònies de granulòcits i macròfags.[13] Una de les característiques més destacables d'aquesta malaltia autoimmunitària respiratòria és la proclivitat dels individus afectats per desenvolupar infeccions oportunistes i, especialment, les degudes a Nocardia spp.[14]
- Colangitis esclerosant primària (CEP).[15] En més del 80 per cent dels pacients amb CEP existeixen anticossos perinuclears anticitoplasma de neutròfils (pANCA)[16] i entre un 20 i un 50 per cent, també presenten autoanticossos antinuclears i antimúscul llis. Aquestes anomalies immunitàries, però, són poc específiques i no es coneix clarament la implicació fisiopatogènica que tenen en la CEP.[17]
- Hepatitis autoimmunitària. Té una notable heterogeneïtat immunoserològica.[18] A grans trets, en la forma clàssica es detecten fonamentalment autoanticossos antinuclears, antimúscul llis i anti-actina; mentre que en la forma atípica és habitual trobar autoanticossos antimicrosoma hepatorenal de tipus I.[19]
- Malaltia celíaca. Aquesta és una malaltia d'etiologia multifactorial i amb unes característiques genètiques complexes que es presenta associada freqüentment a altres trastorns autoimmunitaris.[20] Encara que el seu factor desencadenant és un antigen dietètic, la celiaquia mostra molts trets autoimmunitaris particulars, com la presència d'una elevada quantitat d'anticossos tissulars antitransglutaminasa 2 produïts per la mucosa de l'intestí prim ja des de la fase primerenca de la malaltia.[21]
- Encefalopatia de Hashimoto.[22] Infreqüent síndrome neurològica en la qual hi ha una alta concentració sèrica d'anticossos anti-tiroidals i que origina confusió mental, al·lucinacions, deliris i en alguns casos convulsions epilèptiques.[23]
- Encefalitis de Bickerstaff.[24] És una rara encefalitis del tronc encefàlic que cursa amb atàxia, oftalmoplegia (paràlisi dels músculs oculars), alteració de la consciència i quadriplegia. Algunes vegades apareix com una complicació neurològica de la colitis ulcerosa[25] i en altres ocasions després d'una infecció per COVID-19.[26]
- Malaltia de Kikuchi-Fujimoto. Afecta els ganglis limfàtics, predominantment del coll. La majoria dels malalts són dones i tenen anticossos antinuclears positius.[27]
- Corea de Sydenham. El seu origen és l'aparició d'anticossos anti-ganglis basals després d'una infecció estreptocòccica.[28]
- Encefalitis límbica autoimmunitària.[29] Un tipus d'encefalitis molt inhabitual que sol manifestar-se amb dèficits neurològics focals, alteracions psiquiàtriques i atacs epilèptics. És causada per diversos autoanticossos contra proteïnes i enzims que participen en el metabolisme d'alguns neurotransmissors.[30]
- Gastritis atròfica metaplàstica.[31]
- Nefritis lúpica.[32]
- Anèmia perniciosa.[33] El seu diagnòstic es basa en la detecció conjunta d'autoanticossos anticèl·lules parietals i anti-factorintrínsec.[34] Ha estat descrita la concurrència d'anèmia perniciosa, de pancitopènia[35] i d'anèmia hemolítica autoimmunitària[36]
- Neutropènia associada a la infecció pel virus de l'herpes tipus 6.[37]
- Glomerulonefritis membranosa.[38]
- Neuritis òptica.[39]
- Oftalmopatia de Graves.[40] És la manifestació extratiroidal més comuna de la malaltia de Graves-Basedow i causa diplopia, retracció palpebral, edema periorbitari i eritema conjuntival. La seva incidència estimada és de 20-50 casos/100.000 persones-any. Produïda per autoanticossos contra el receptor de la tirotropina i el receptor del factor de creixement insulínic tipus 1.[41]
- Retinopatia autoimmunitària.[42]
- Pèmfig ocular cicatricial.[43]
- Uveïtis intermèdia.[44]
- Insuficiència adrenal primària autoimmunitària.[45]
- Diabetis mellitus de tipus 1.[46]
- Colitis ulcerosa.[47]
- Valvulopatia per febre reumàtica aguda. Originada per autoanticossos anti-estreptolisina O i anti-desoxiribonucleasa B estreptocòccica.[48]
- Afectació de la pell:
  - Alopècia areata.[49]
  - Dermatitis herpetiforme.[50]
  - Epidermòlisi ampul·lar adquirida.[51]
  - Lupus eritematós discoide.[52]
  - Pèmfig vulgar. En aquesta dermatosi existeix una autoimmunitat IgG-mediada contra la desmogleïna 1 i la desmogleïna 3 (unes molècules d'adhesió cèl·lula-cèl·lula ubicades als desmosomes),[53] que provoca la pèrdua d'adherència cel·lular característica de la malaltia.[54]
  - Pèmfig gestacional. Causat per anticossos IgG específics contra la membrana basal de les cèl·lules epidèrmiques. Apareix durant el primer o segon trimestre de l'embaràs i, menys comunament, en el puerperi.[55]
  - Pèmfig paraneoplàstic.[56]
  - Pemfigoide ampul·lar.[57] En aquest trastorn cutani pruriginós[58] predominen els autoanticossos contra la proteïna de la membrana basal dèrmica BP180.[59]
  - Dermatosi ampul·lar adquirida per dipòsits d'immunoglobulina A lineal.[60]
  - Psoriasi.[61]
  - Vitiligen. Els individus amb vitiligen presenten una complexa i quantitativament diversa combinació d'autoanticossos: anti-melanòcits, anti-peroxidasa tiroidal, antitiroglobulina, antinuclears, anti-cèl·lules parietals gàstriques, antimitocondrials o antimúscul llis.[62] En molts casos predominen, però, els dirigits contra la tirosinasa.[63]
  - Morfea (esclerodèrmia localitzada).[64] Malaltia de curs crònic en la que hi ha zones de pell indurades i amb alteracions de la pigmentació.[65] Moltes persones que sofreixen morfea tenen anticossos anti-histona i anti-ADN monocatenari.[66]
  - Pèmfig de Brunsting-Perry.[67] És considerat una variant de l'epidermòlisi ampul·lar adquirida. Les seves manifestacions principals són butllofes pruriginoses a cap i coll i alopècia cicatricial.[68] Presència d'autoanticossos anti-laminina 332,[69] anti-BP80 i anti-col·lagen tipus VII.[70]
- Miastènia gravis. La gran majoria de malalts amb aquesta condició produeix autoanticossos contra els receptors nicotínics de l'acetilcolina. En aproximadament un 20 per cent dels afectats no existeixen aquests anticossos i s'han identificat anticossos anti-tirosina-cinasa muscular específica com a causa del procés en un 30 a 40 per cent de persones afectades.[71] Es creu que anticossos anti-LRP4 (low-density lipoprotein receptor-related protein 4)[72] podrien estar també implicats en la gènesi de la malaltia.[73]
- Tiroïditis autoimmunitàries:
  - Tiroïditis de Hashimoto.[74]
  - Mixedema primari.[75] Apareix com a resultat d'un hipotiroïdisme per tiroïditis atròfica autoimmunitària.[76]
  - Tiroïditis postpart. La seva causa són els anticossos anti-peroxidasa tiroidal i anti-tiroglobulina que generen algunes dones durant els mesos següents a un part o un avortament espontani.[77] Molts casos recuperen la funció normal de la glàndula tiroide un any o un any i mig després de l'inici dels primers símptomes, però no és rar que altres desenvolupin un hipotiroïdisme permanent.[78]
  - Malaltia de Graves-Basedow. És una malaltia en la qual, a grans trets, es produeixen autoanticossos contra tres diferents autoantígens tiroidals: la tiroglobulina, la peroxidasa tiroidal i el receptor de tirotropina (TSHR), per bé que la seva etiopatogènesi és molt més complicada.[79]
- Síndrome de Miller-Fisher. Una variant de la síndrome de Guillain-Barré associada sobretot, encara que no exclusivament, a la presència d'anticossos contra la glicoproteïna GQ1b).[80] Té una incidència mundial d'1-2 casos/100.000 persones. Es manifesta amb diversos símptomes que la diferencien de la síndrome de Guillain-Barré clàssica: ptosi palpebral, paràlisi del nervi facial, dèficits sensorials i atròfia de la musculatura de l'eminència tènar.[81]
- Síndrome de la persona rígida.[82]
- Síndrome de Morvan.[83] És un trastorn neurològic poc comú caracteritzat per miotonia (augment patològic del to muscular), dolor neuropàtic i alteracions neuropsiquiàtriques. La majoria dels casos d'aquesta síndrome té una etiologia paraneoplàstica.[84]
- Síndrome de Lambert-Eaton. Causada per la producció d'anticossos dirigits contra els canals de calci dependents de voltatge (CCDVs). Aquests canals es localitzen a la membrana presinàptica de les terminals nervioses motores.[85] La unió dels anticossos autoimmunitaris als CCDVs ocasiona un dèficit de la transmissió neuromuscular. En aproximadament un 50 per cent dels casos, la síndrome és una manifestació paraneoplàstica associada comunament a un carcinoma pulmonar de cèl·lules petites, el qual també expressa CCDVs a la membrana plasmàtica de les seves cèl·lules.[86]
- Oftàlmia simpàtica.[87] Una forma rara d'uveïtis bilateral que s'origina a causa d'una reacció d'autoimmunitat mitjançada per limfòcits T subsegüent a un trauma ocular penetrant en un dels ulls.[88]
- Alguns trastorns nerviosos, com ara les polineuropaties perifèriques autoimmunitàries.[89]

### Multiorgàniques o sistèmiques
- Púrpura trombocitopènica autoimmunitària. En la majoria dels casos es detecten anticossos anti-plaquetaris del tipus IgG, dirigits principalment contra les glicoproteïnes de membrana plaquetària IIb-IIIa o Ib-IX.[90]
- Lupus eritematós sistèmic.[91]
- Lupus eritematós neonatal.[92]
- Artritis reumatoide.[93]
- Síndrome de Felty. Inusual complicació de l'artritis reumatoide.[94] Cursa amb dolor articular, esplenomegàlia, infeccions de repetició i neutropènia greu.[95]
- Fibrosi retroperitoneal.[96]
- Sarcoïdosi.[97]
- Síndrome antifosfolipídica. Causada per anticossos dirigits contra les proteïnes d'unió als fosfolípids de les membranes cel·lulars.[98]
- Síndrome antisintetasa. Positivitat a anticossos contra l'enzim citoplasmàtic aminoacidil-ARNt sintetasa, acompanyada d'un ampli espectre de manifestacions clíniques que afecten músculs, pulmons, articulacions i pell.[99]
- Síndrome de Sjögren. Es caracteritza per l'existència d'anticossos antinuclears en un 90 per cent dels casos, anti-Ro (55 per cent) o anti-La (40 per cent) i factor reumatoide (60-90 per cent).[100]
- Síndrome d'Aicardi-Goutières.[101] Vasculitis autosòmica dominant, amb formació d'autoanticossos contra diversos anticossos antinuclears.[102]
- Síndrome de Vogt-Koyanagi-Harada.[103]
- Síndromes de poliendocrinopatia autoimmunitària.[104]
- Malaltia de Behçet.[105]
- Malaltia d'Hirata.[106]
- Malaltia mixta del teixit connectiu. Fenomen de Raynaud i anticossos anti-ribonucleoproteïna U1.[107]
- Esclerodèrmia. En la forma sistèmica d'aquesta afecció[108] s'identifiquen anticossos anti-topoisomerasa (com els anti-scl70), mentre que en la variant multiorgànica amb afectació cutània difusa i en la síndrome de CREST[109] es detecten anticossos anti-centròmer. Eventualment, les analítiques poden mostrar anticossos anti-U3[110] o anti-ARN polimerasa.[111]
- Polimiositis i dermatomiositis. Les dues entitats clíniques són miopaties inflamatòries d'origen autoimmunitari.[112] Sumàriament, pot dir-se que en la dermatomiositis predominen els autoanticossos contra l'enzim MDA5 (melanoma differentiation-associated protein 5),[113] mentre que en la polimiositis són més freqüents els autoanticossos antiaminoacil ARNt sintetasa i antiproteïna nuclear Mi-2.[114]
- Síndrome de Cogan.[115]
- Síndrome de Guillain-Barré.[116]
- Síndrome d'Asherson. És la forma més greu de la síndrome antifosfolipídica.[117] Provoca trombosis microvasculars disseminades i té una mortalitat del 50 per cent.[118]
- Esclerosi múltiple[119] i malaltia de Devic (neuromielitis òptica, una patologia heterogènia en la qual la majoria de pacients presenta autoanticossos dirigits contra l'AQP4).[120]
- Hemoglobinúria paroxística nocturna.[121]
- Síndrome de Goodpasture. Caracteritzada fonamentalment per glomerulonefritis ràpidament progressiva i pneumonitis intersticial hemorràgica necrotitzant.[122]
- Psoriasi. La psoriasi combina diversos mecanismes immunitaris, autoimmunitaris i autoinflamatoris que varien proporcionalment segons sigui la forma de presentació. En la psoriasi vulgar predominen amb claredat els trets autoimmunitaris.[123]
- Artritis psoriàsica.[124]
- Granulomatosi de Wegener (actualment denominada granulomatosi amb angiïtis). En aquesta vasculitis és prevalent l'existència d'anticossos anticitoplasma de neutròfils.[125]